# Robert Herman
Robert Herman (New York, 29 agosto 1914 – Austin, 13 febbraio 1997) è stato un cosmologo statunitense, conosciuto per aver proposto, assieme a Ralph Alpher, l'esistenza della radiazione cosmica di fondo.

## Biografia
Nacque nel Bronx a New York nel 1914 e si laureò con lode e menzione speciale al City College di New York nel 1935. Nel 1940 ottenne il dottorato in fisica presso l'Università di Princeton nel campo della spettroscopia molecolare. Già come laureato Herman mostrò capacità in diversi campi lavorando nella fisica dello stato solido e occupandosi degli aspetti sia teorici, sia sperimentali. Nel 1940-41 lavorò all'analizzatore differenziale di Vannevar Bush alla Moore School of Electrical Engineering presso l'Università della Pennsylvania e successivamente insegnò fisica al City College di New York. Nel 1942, lasciò l'insegnamento per lavorare al dipartimento di Magnetismo terrestre (Department of Terrestrial Magnetism), alla Carnegie Institution di Washington e al laboratorio di fisica applicata della Johns Hopkins University, tutti centri di ricerca per lo sforzo bellico.
Nel 1945 ricevette il premio per lo sviluppo del materiale militare della marina militare statunitense (Naval Ordnance Development Award). Dopo la seconda guerra mondiale, Herman trascorse un'ulteriore decade al laboratorio di fisica applicata della Johns Hopkins University conducendo delle ricerche in spettroscopia e fisica della materia condensata. Fu in questo periodo che lui e Ralph Alpher scrissero il loro lavoro sulla cosmologia.
Nel 1948, a seguito dei loro studi sulla nucleosintesi nel modello del Big Bang, Herman e Alpher fecero la prima previsione teorica dell'esistenza di una radiazione di corpo nero residua, omogenea e isotropa che pervade l'universo in conseguenza del Big Bang. Questo fenomeno è noto il nome di radiazione cosmica di fondo o CMB (cosmic microwave background). Questo lavoro ricevette qualche attenzione all'epoca, ma venne presto accantonato.
Nel 1964 la radiazione fu scoperta accidentalmente da Arno Penzias e Robert Woodrow Wilson ai Bell Laboratories a Murray Hill (New Jersey) mentre tentavano di correggere un malfunzionamento di alcuni apparecchiature radio. Dopo aver eliminato ogni possibile sorgente di interferenza, conclusero che la sorgente di radiazione non doveva essere di origine terrestre. Dopo aver letto i risultati di questo lavoro un gruppo di fisici dell'università di Princeton lo interpretarono come la radiazione cosmica di fondo, ma senza riportare i riferimenti ai lavori di Alpher e Herman e di Alpher e George Gamow, entrambi del 1948.
Questa prova sperimentale contribuì all'accettazione della teoria del Big Bang e nel 1978 fu assegnato il Premio Nobel per la fisica a Penzias e Wilson per la rivelazione della radiazione cosmica di fondo.
Herman commentò:
(Robert Herman)
Ciò nonostante, ad Herman e Aplher vennero comunque riconosciuti dei meriti per il loro contributo. Nel 1993, la National Academy of Sciences annunciò il conferimento della medaglia Henry Draper per i loro contributi alla fisica astronomica, con la motivazione: "per il loro intuito e abilità nello sviluppare un modello fisico di evoluzione dell'universo e per la predizione dell'esistenza di un fondo di radiazione a microonde compiuta anni prima che questa radiazione fosse fortunosamente scoperta, attraverso questo lavoro parteciparono ad una delle maggiori conquiste intellettuali del ventesimo secolo."
Entrambi ricevettero anche il premio Magellano dell'American Philosophical Society, la medaglia d'oro John Wetherhill del Franklin Institute e il premio Georges Vanderlinden dell'accademia reale belga.
Nel 1956, Herman passò al laboratorio di ricerca General Motors, come diretto del gruppo per la scienza di base, successivamente rinominato dipartimento di fisica teorica. Herman introdusse la scienza negli affari del suo datore del lavoro e diede vita a una nuova scienza: la scienza del traffico. Egli diresse la sua attenzione alla descrizione "microscopica" del comportamento del traffico per descrivere in modo dettagliato come i singoli automobilisti evitano di collidere l'uno con l'altro.
Nei tardi anni cinquanta e primi anni sessanta, Herman, assieme a Elliot Water Montroll e altri, si occupò dello sviluppo della teoria dell'auto successiva del flusso del traffico (car-following theory of traffic flow). Successivamente, Herman e Ilya Prigogine, futuro premio Nobel, svilupparono una teoria del traffico ( multilane traffic flow). In anni più recenti, Herman lavorò con i suoi studenti e i suoi colleghi allo sviluppo di un "modello a due fluidi del traffico cittadino". Questa teoria ha apportato un contributo significativo allo sviluppo del concetto di sistema di trasporto intelligente (Intelligent Transportation Systems).
Nel 1979, Herman si trasferì all'Università del Texas a Austin, con l'incarico congiunto di professore di fisica, al centro studi per la meccanica statistica e come L.P. Gilvin Professor in ingegneria civile. Successivamente divenne L.P. Gilvin Centennial Professor Emeritus in ingegneria civile. 
Nella metà degli anni ottanta, Herman iniziò a creare piccole sculture utilizzando legni esotici e metallo. Una mostra di numerose delle sue creazioni fu presentata all'Accademia Nazionale di Ingegneria a Washington nel 1994, al College of Engineering all'università del Texas di Austin nel 1995 e alla galleria d'arte Leu della Bellmont University a Nashville (Tennessee) nel 1996.
Nel suo tempo libero, Herman si occupava della fisica degli strumenti musicali, come la meccanica di un arco per violoncello e l'acustica del flauto inglese. Suonava e collezionava violoncelli antichi.
Negli ultimi anni della sua vita, Herman fu sempre più preoccupato a proposito dello stato dell'educazione negli Stati Uniti, della crescente importanza delle università nella società, della crescente ingerenza della politica nell'educazione e nelle iniziative di ricerca, del costante attacco della libertà delle università e dalla continua erosione della base sulla quale le grandi conquiste scientifiche delle nazioni erano state ottenute.
Nei suoi ultimi due anni si occupo della compilazione e dell'analisi dei dati su diversi indicatori della qualità e della produttività delle università. Questo faceva parte di un suo progetto più grande di modellizzazione delle università come sistemi complessi.